# Юлія Левченко
Юлія Левченко (латис. Jūlija Levčenko; нар. 14 січня 1989, Латвійська РСР) — латвійська футболістка, півзахисниця польського клубу «Погонь» (Щецин) та жіночої збірної Латвії.

## Клубна кар'єра
Свою кар’єру розпочала в лієпайському «Металурзі».
У січні 2011 року разом зі своєю одноклубницею Анною Пропошиною приєдналася до команди польської Екстракляси «Погонь» (Щецин).

## Кар'єра в збірній
Дебютувала за національну збірну Латвії 3 березня 2011 року в матчах кваліфікації чемпіонату Європи 2012 року проти Люксембургу.